# Diamantová liga 2012
Samsung Diamantová liga 2012 byla třetí série atletických závodů Diamantové ligy.

## Kalendář
| Datum        | Mítink                     | Město      | Výsledek |
| ------------ | -------------------------- | ---------- | -------- |
| 11.5.2012    | Doha Diamond League        | Dauhá      | Výsledky |
| 19.5.2012    | Shanghai Golden Grand Prix | Šanghaj    | Výsledky |
| 31.5.2012    | Golden Gala                | Řím        | Výsledky |
| 2.6.2012     | Prefontaine Classic        | Eugene     | Výsledky |
| 7.6.2012     | Bislett Games              | Oslo       | Výsledky |
| 9.6.2012     | Adidas Grand Prix          | New York   | Výsledky |
| 6.7.2012     | Meeting de Paris           | Paříž      | Výsledky |
| 13–14.7.2012 | London Grand Prix          | Londýn     | Výsledky |
| 20.7.2012    | Meeting Herculis           | Monako     | Výsledky |
| 17.8.2012    | Bauhaus-Galan              | Stockholm  | Výsledky |
| 23.8.2012    | Athletissima               | Lausanne   | Výsledky |
| 26.8.2012    | British Grand Prix         | Birmingham | Výsledky |
| 30.8.2012    | Weltklasse Zürich          | Curych     | Výsledky |
| 7.9.2012     | Memoriál Van Dammeho       | Brusel     | Výsledky |

## Vítězové
| Muži                       | Muži                  | Muži    |
| -------------------------- | --------------------- | ------- |
| Běh na 100 metrů           | Usain Bolt            | 16 bodů |
| Běh na 200 metrů           | Nickel Ashmeade       | 15 bodů |
| Běh na 400 metrů           | Kévin Borlée          | 10 bodů |
| Běh na 800 metrů           | Mohammed Aman         | 14 bodů |
| Běh na 1500 metrů          | Silas Kiplagat        | 16 bodů |
| Běh na 5000 m              | Isiah Kiplangat Koech | 15 bodů |
| Běh na 3000 metrů překážek | Paul Kipsiele Koech   | 20 bodů |
| Běh na 110 metrů překážek  | Aries Merritt         | 18 bodů |
| Běh na 400 metrů překážek  | Javier Culson         | 16 bodů |
| Skok do výšky              | Robert Grabarz        | 17 bodů |
| Skok o tyči                | Renaud Lavillenie     | 24 bodů |
| Skok daleký                | Alexandr Meňkov       | 17 bodů |
| Trojskok                   | Christian Taylor      | 19 bodů |
| Vrh koulí                  | Reese Hoffa           | 24 bodů |
| Hod diskem                 | Gerd Kanter           | 19 bodů |
| Hod oštěpem                | Vítězslav Veselý      | 14 bodů |

| Ženy                       | Ženy                          | Ženy    |
| -------------------------- | ----------------------------- | ------- |
| Běh na 100 metrů           | Shelly-Ann Fraserová-Pryceová | 19 bodů |
| Běh na 200 metrů           | Charonda Williamsová          | 12 bodů |
| Běh na 400 metrů           | Amantle Montshoová            | 20 bodů |
| Běh na 800 metrů           | Pamela Jelimová               | 16 bodů |
| Běh na 1500 metrů          | Abeba Aregawiová              | 20 bodů |
| Běh na 5000 m              | Vivian Cheruiyotová           | 18 bodů |
| Běh na 3000 metrů překážek | Milcah Chemos Cheywaová       | 12 bodů |
| Běh na 100 metrů překážek  | Dawn Harperová                | 16 bodů |
| Běh na 400 metrů překážek  | Kaliese Spencerová            | 24 bodů |
| Skok do výšky              | Chaunte Howardová             | 17 bodů |
| Skok o tyči                | Silke Spiegelburgová          | 16 bodů |
| Skok daleký                | Jelena Sokolovová             | 22 bodů |
| Trojskok                   | Olga Rypakovová               | 24 bodů |
| Vrh koulí                  | Valerie Adamsová              | 28 bodů |
| Hod diskem                 | Sandra Perkovićová            | 30 bodů |
| Hod oštěpem                | Barbora Špotáková             | 26 bodů |